# Hereford and South Herefordshire (circonscription britannique)
Circonscription parlementaire de la Chambre des communes
La circonscription de Hereford and South Herefordshire  est une circonscription située dans le Herefordshire et représentée à la Chambre des communes du Parlement britannique.

## Géographie
La circonscription est située dans la Golden Valley et comprend :
- Les villes de Hereford et Ross-on-Wye
- Les villages ou paroisses civiles de Pontrilas, St Weonards, Madley, Abbey Dore, Thruxton, Kilpeck, Garway, Orcop, Whitchurch, Hope Mansell, Aston Ingham, Kerne Bridge, Bacton, Longtown, Llanveynoe, Peterchurch, Dorstone, Moccas, Blakemere, Clehonger, Vowchurch, Allensmore, Grafton, Dinedor, Aconbury, Bolstone, Ballingham, Llandinabo, Peterstow, Symonds Yat et Llangarron

## Députés
Les Members of Parliament (MPs) de la circonscription sont :
| Législature                                                      | Années        | Député | Député       | Parti        |
| ---------------------------------------------------------------- | ------------- | ------ | ------------ | ------------ |
| Hereford and South Herefordshire issue de Hereford et Leominster |               |        |              |              |
| 55e                                                              | 2010–2015     |        | Jesse Norman | Conservateur |
| 56e                                                              | 2015–2017     |        | Jesse Norman | Conservateur |
| 57e                                                              | 2017–2019     |        | Jesse Norman | Conservateur |
| 58e                                                              | 2019–2024     |        | Jesse Norman | Conservateur |
| 59e                                                              | 2024–en cours |        | Jesse Norman | Conservateur |